# Emília Dias
Emília Carlota Sebastião Celestino Dias é uma historiadora, professora e política angolana. É deputada na Assembleia Nacional de Angola.
Emília Dias começou sua carreira pública como membro da associação dos alunos do ensino médio, da brigada jovem de literatura e do Secretariado Provincial da Juventude do Movimento Popular de Libertação de Angola (JMPLA) na Huíla. Em seguida foi eleita 2º Secretária da JMPLA na Huíla e depois como membra do Comité Nacional da JMPLA e como Coordenadora Nacional de Auditoria e Disciplina do Comité Nacional da JMPLA.
Concluiu uma licenciatura em ciências de educação, opção história. Nisto, Iniciou sua carreira profissional como professora, em 1983, na Escola de Formação Profissional de Artes e Ofícios na província do Namibe e Chefe de sector do Gabinete de Estudos e Investigação do Instituto Nacional da Criança.
Eleita deputada pelo Movimento Popular de Libertação de Angola (MPLA) pelo Círculo Eleitoral Nacional à Assembleia Nacional de Angola em 2008, foi membra da Assembleia Constituinte de 2010, na função de 2º Secretária da Mesa da Assembleia Nacional, sendo uma das signatárias da Constituição Angolana de 2010.